# Engel van de Heer
De Engel van de Heer (Hebreeuws: מַלְאַךְ יְהוָה, malakh jhwh, "boodschapper van JHWH") of (verouderd) Engel des Heren is een engel van God die in de Hebreeuwse Bijbel meer dan vijftig maal vermeld wordt en veertien maal in het Nieuwe Testament. Een sterk verwante uitdrukking is "engel van God" die 12 keer voorkomt in de Hebreeuwse Bijbel. Ook verwant is "de engel van zijn tegenwoordigheid", die een keer voorkomt (Jesaja 63:9).

## Hebreeuwse Bijbel
In de Hebreeuwse Bijbel wordt de term gevonden in de volgende passages:
- Genesis 16:7-14 – De engel van de Heer verschijnt aan Hagar. De engel spreekt als God in de eerste persoon en Hagar noemt hem "een God van het zien".
- Genesis 22:11-15 – De engel van de Heer verschijnt aan Abraham verwijst naar God door voor hem te spreken in de eerste persoon.
- Exodus 3:2-4 – De engel van de Heer verschijnt aan Mozes in de brandende doornstruik en God spreekt tot Mozes uit de vlammen.
- Numeri 22:22-38 – De engel van de Heer ontmoet de profeet Bileam op de weg. In vers 38 identificeert Bileam hem als de engel die hem het woord van God brengt.
- Rechters 2:1-3 – Een engel van de Heer verschijnt aan de Israëlieten en spreekt als God in de eerste persoon.
- Rechters 6:11-23 – Een engel van de Heer verschijnt aan Gideon en spreekt als God in de eerste persoon.
- Rechters 13:2-22 – De engel van de Heer verschijnt aan Manoach en zijn vrouw.
- Zacharia 1:12 – De engel van de Heer pleit bij God voor mededogen met Jeruzalem en de steden van Juda.
- Zacharia 3:1-10 – De engel van de Heer neemt de zonde weg van hogepriester Jozua (Jesua).

Het is vaak moeilijk om te bepalen of deze boodschapper een zelfstandige geest is of God zelf. Zo wordt in het verhaal over de brandende doornstruik gezegd dat "de engel van de Heer" daar aan Mozes verscheen. In het vervolg van het verhaal wordt de vermelding van de engel weggelaten en wordt de actie bij de HEER zelf gelegd. Op vergelijkbare wijze zegt "de engel van de Heer" in Rechters 2:1: "Ik heb jullie uit Egypte geleid ..." en zo verder. En toen "de engel van de Heer" die Manoach en zijn vrouw bezocht en in een vlam naar de hemel opsteeg, zei Manoach toen hij zich realiseerde dat hij "de engel van de Heer" had gezien: "We hebben God gezien."
Dit weerspiegelt de historische bevinding dat de beschreven epifanie oorspronkelijk plaatsvond op pre-Israëlitische heilige plaatsen. In de loop van het ontstaan van het monotheïsme werd de verschijning van verschillende lokale goden tot die van de ene God van Israël. In de "engel van JHWH" wendde God zich in Zijn heiligheid tot mensen met woord, stem of aanraking, zonder Zijn transcendentie te verliezen. Niet de boodschapper, maar de boodschap stond op de voorgrond.

### Engel van God
De term "engel van God" is een vertaling van het Hebreeuwse מַלְאַךְ אֱלֹהִים, malakh elohim en komt bijvoorbeeld voor in de volgende passages:
- Genesis 31:11-13 – De engel van God spreekt Jakob aan en zegt: "Ik ben de God van Betel".
- Exodus 14:19 – De engel van God leidt het kamp van de Israëlieten.
- Rechters 13:9 – De engel van God kwam opnieuw bij Manoach en zijn vrouw.

Uit de passage in Rechters 13 blijkt dat de term uitwisselbaar is met die van "engel van de HEER".

## Nieuwe Testament
In het Nieuwe Testament wordt dezelfde Griekse term gebruikt als in de Septuagint in de bovenstaande verzen: ἄγγελος Κυρίου, aggelos kuriou, "engel/boodschapper van de Heer".
In Lucas 1:11 wordt verteld dat "een engel van de Heer" verscheen aan Zacharias, de vader van Johannes de Doper. In 1:19 identificeert de aartsengel Gabriël zichzelf als die engel, "die altijd in Gods nabijheid is".
In Handelingen van de Apostelen heeft "een engel van de Heer" meerdere keren een actieve rol die die van boodschapper overstijgt (Handelingen 5:19; 8:26; 12:7, 23).

## Interpretatie
De "engel van de Heer" uit de Hebreeuwse Bijbel werd door sommige apologeten, zoals Justinus de Martelaar gezien als pre-existentie van Christus (een voormenselijke Jezus Christus). De hellenistische filosoof Philo identificeerde "de engel van de Heer" als de Logos.
Uit de eerste en tweede eeuw v.Chr. zijn  groeperingen in de marge van het jodendom bekend die in het bestaan van twee goden geloofden. Een van die groeperingen was de Maghariërs. In hun religieuze opvatting had God een vertegenwoordiger met de naam Jaoël. Hij was de Engel van de Heer uit de Hebreeuwse Bijbel. De antropomorfische voorstellingen van de Hebreeuwse God, zoals God steeg op tot in de wolken,  Hij schreef de Torah met Zijn hand, Hij zit op Zijn troon  hadden geen betrekking op God zelf, maar op deze engel die ook verantwoordelijk was voor de schepping. Rond 1980 formuleerde Gilles Quispel de hypothese dat deze ideeën een voedingsbodem vonden in een sekte in Alexandrië, die zichzelf de Gnostikoi noemden. 
Het concept van een engel die als plaatsvervanger namens God kon handelen en een scheppende rol had was bij meer joodse groeperingen aanwezig. In Samaritaanse bronnen, zoals de Malef, was de engel verantwoordelijk  voor het creëren van het lichaam van Adam, waarna God hem leven inblies.
Jehova's getuigen geloven dat de engel die de Israëlieten in het Beloofde Land leidde en geen opstandigheid zou vergeven omdat Gods naam in hem was (Exodus 23:20-21), "Gods eerstgeboren Zoon" was, de voormenselijke Jezus, dezelfde als de aartsengel Michaël, de "vorst van Israël" (Daniël 10:21), een geschapen wezen die "de Zoon van God" werd genoemd omdat hij eigenschappen had als die van zijn Vader.